# Донской рубль
Донской рубль — денежные знаки Ростовской-на-Дону конторы Государственного банка, выпускавшиеся в 1918—1920 годах.

## История
После Октябрьской революции поступление наличных денег в Область Войска Донского прекратилось. 29 декабря 1917 года Донское Войсковое правительство приняло решение о выпуске денежных знаков. Была создана Экспедиция по изготовлению денежных бланков, вскоре переименованная в Экспедицию по изготовлению денежных знаков. 16 февраля 1918 года начался выпуск знаков в обращение.
Донская Советская Республика, созданная в марте 1918 года, продолжила выпуск денежных знаков. В мае 1918 года власть вновь сменилась. Правительство Всевеликого Войска Донского, также нуждавшееся в денежных средствах, расширило Экспедицию. В октябре 1918 года по соглашению атамана Краснова c генералом Деникиным было увеличено эмиссионное право Ростовской конторы Госбанка с 300 до 600 миллионов рублей. Часть денег поступала в распоряжение Добровольческой армии. Рабочий день Экспедиции (переименованной в Экспедицию изготовления денежных знаков) был увеличен с 15 до 18 часов в сутки, в воскресенье — 12 часов.
Осенью 1918 года в Новочеркасске была создана Экспедиция заготовления ценных бланков. Экспедиция печатала 5%-е обязательства Всевеликого Войска Донского. Использовать обязательства по назначению не удалось, было решено использовать их в качестве денег.
В феврале 1919 года северная часть Дона была занята Красной армией. 16 февраля 1919 года Реввоенсовет 10-й армии издал приказ, запрещавший использование донских денежных знаков. 16 марта того же года новым приказом было разрешено использование 10- и 25-рублёвых купюр, как выпущенных Донской республикой. Использование других купюр по-прежнему было запрещено.
27 января 1919 года объём разрешённой эмиссии был вновь увеличен Комиссией законодательных предположений Войскового Круга. Это было связано с тем, что донской рубль окончательно стал единой валютой белого Юга. Изготовление денежных знаков выполнялось обеими экспедициями.
Область обращения донского рубля постепенно расширялась. В момент наибольших успехов белой армии донской рубль обращался от Бессарабии на западе до Туркестана на востоке, от Грузии на юге до Орла и Курска на севере. В Асхабадской области за один донской рубль давали 10 асхабадских. В августе—сентябре 1919 года началось изготовление донских рублей за пределами Донской области — в Новороссийске, Екатеринодаре и Киеве, позже — в Феодосии.
В январе 1920 года занявшие Ростов большевики возобновили работу Экспедиции и выпуск донских дензнаков.
2 июля 1920 года донские и добровольческие дензнаки изъяты из обращения в Донской области и на Северном Кавказе. В Крыму они использовались в обращении до конца 1920 года.

## Банкноты
Выпускались купюры следующих номиналов:
- 20 копеек — разменная марка, б/г;
- 50 копеек — билет, б/г;
- 1 рубль — денежный знак, 1918;
- 3 рубля — денежный знак, 1918;
- 5 рублей — денежный знак, 1918;
- 10 рублей — денежный знак, 1918;
- 25 рублей — денежный знак, 1918;
- 50 рублей — денежный знак, 1919;
- 100 рублей — денежный знак, 1918;
- 100 рублей — денежный знак, 1919;
- 250 рублей — денежный знак, 1919;
- 500 рублей — денежный знак, 1918;
- 1000 рублей — денежный знак, 1919;
- 5000 рублей — денежный знак, 1919.

Существуют разновидности знаков по цвету, деталям рисунка, составу бумаги.
5%-е краткосрочные обязательства выпускались номиналами в 500, 1000, 5000, 10 000, 50 000 рублей. Известны обязательства четырёх сроков: 1 января, 1 апреля, 1 июля и 1 октября, а также с акцептами разных отделений Государственного банка.

### Галерея

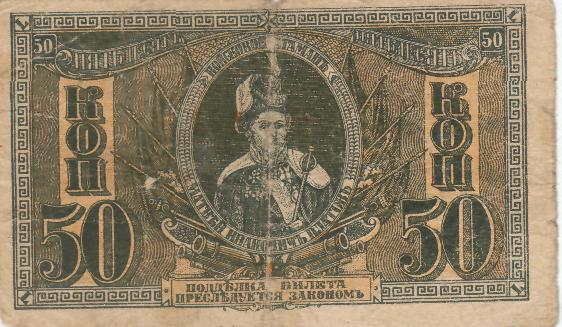
50 копеек. Аверс. 1918.
1, 3 и 25 руб. Аверс. 1918.
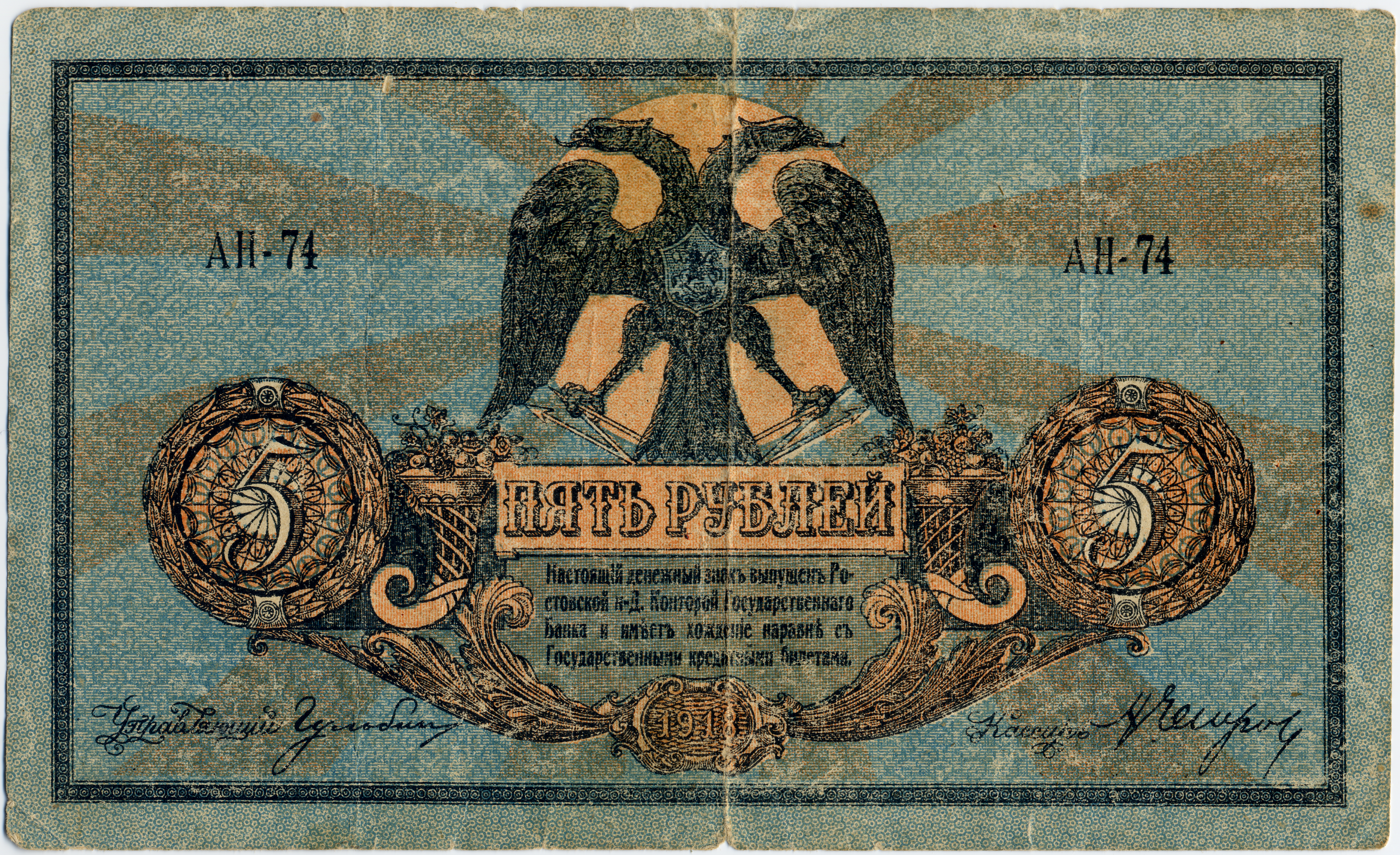
5 руб. Аверс. 1918.
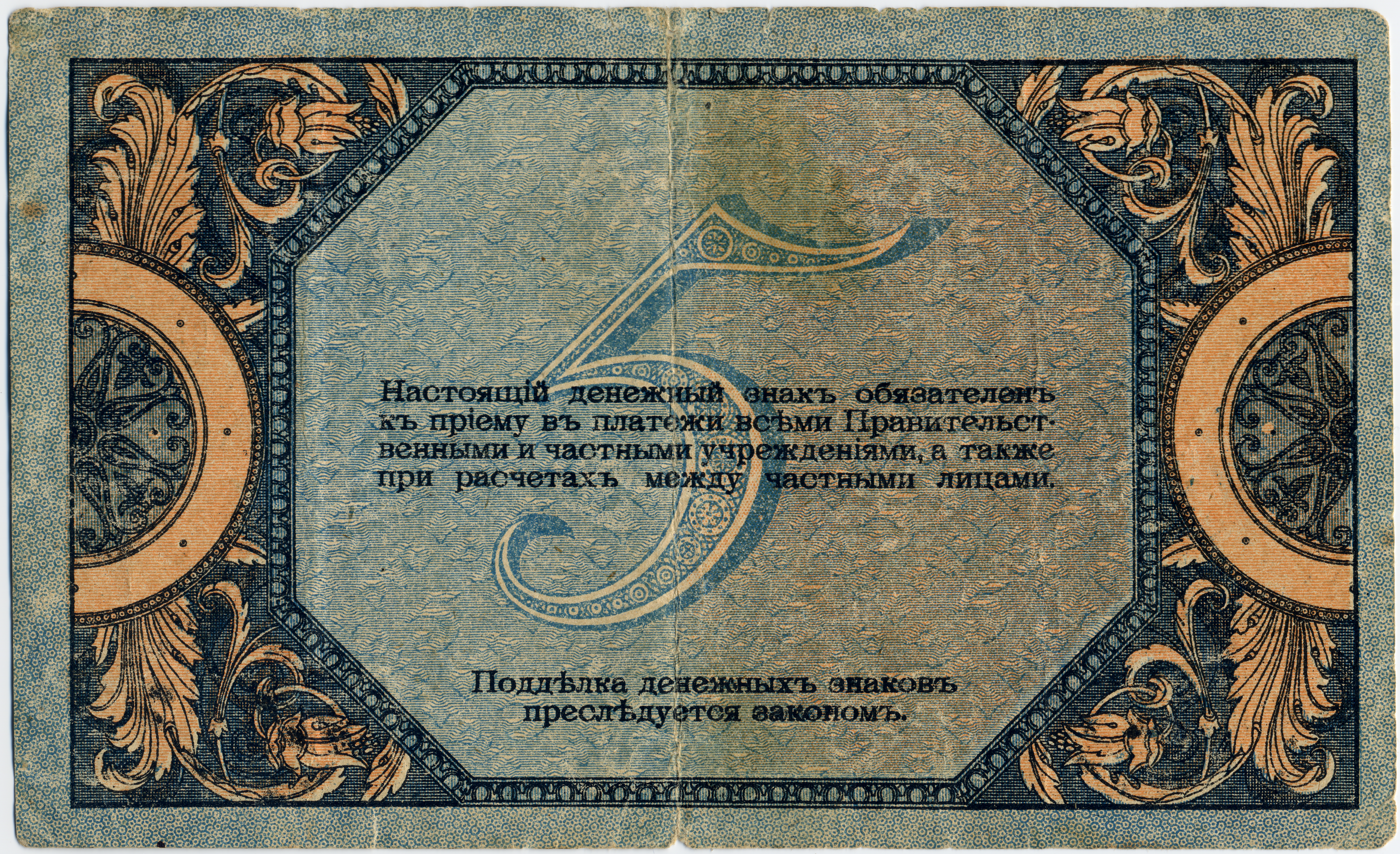
5 руб. Реверс. 1918.
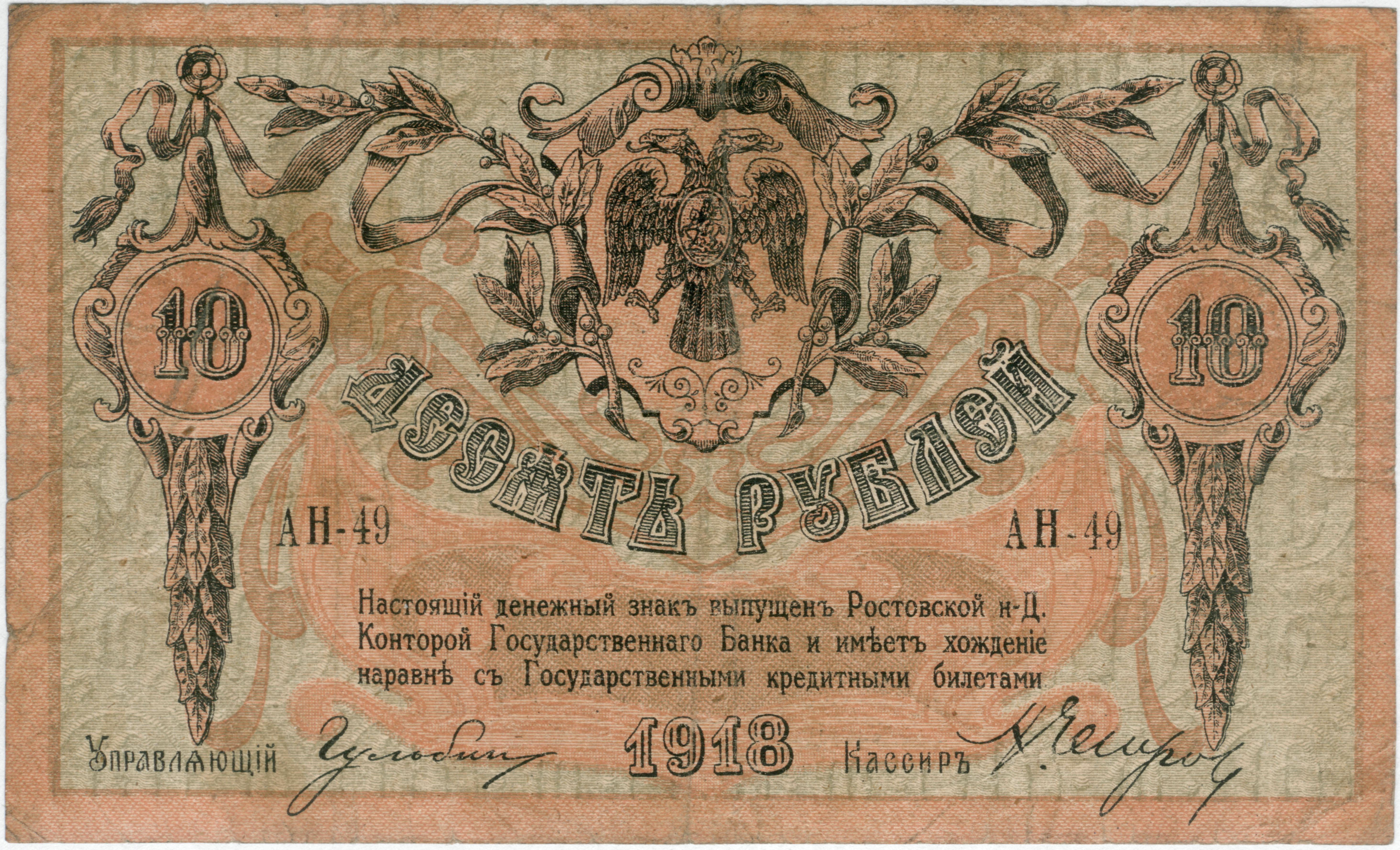
10 руб. Аверс. 1918.
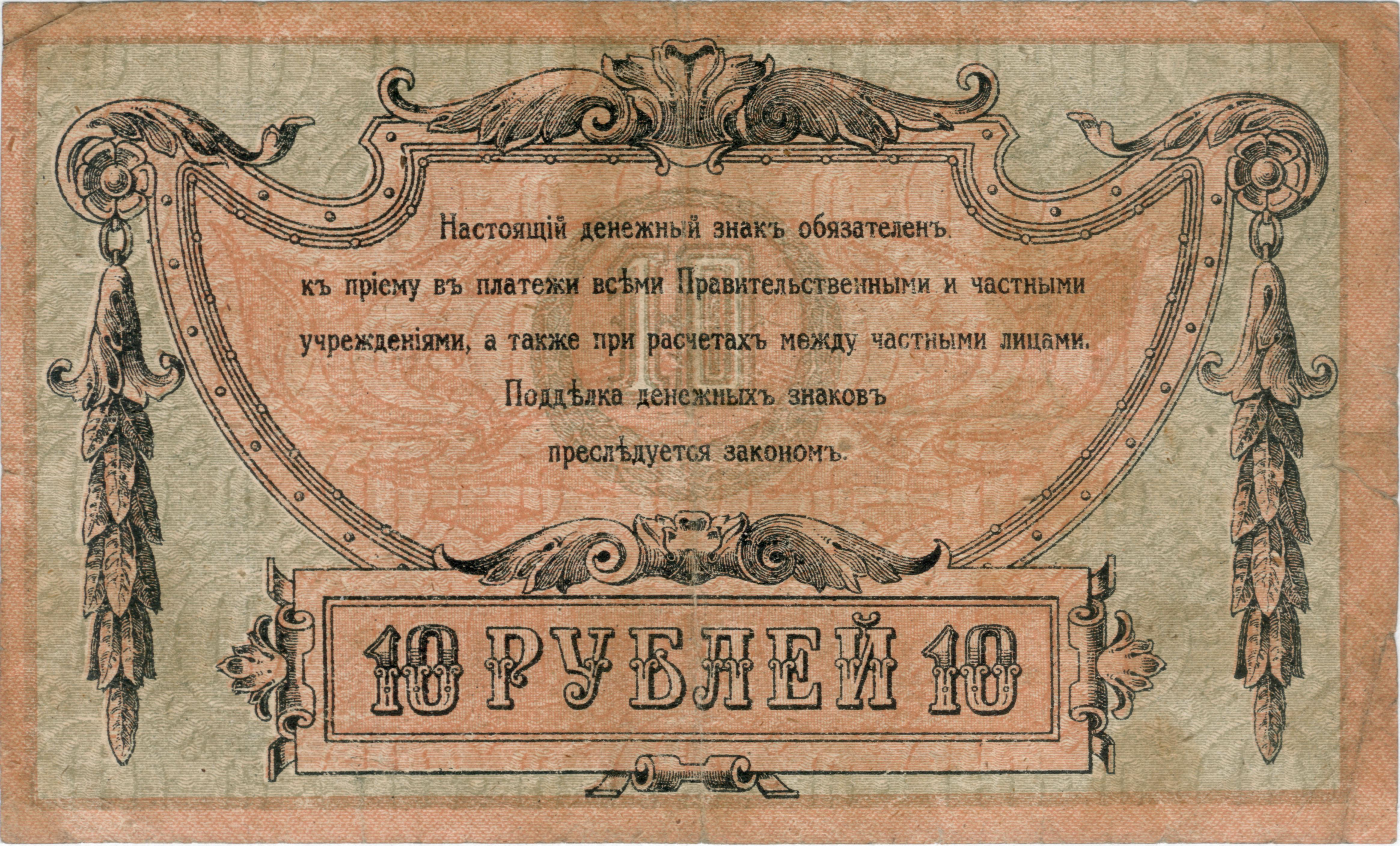
10 руб. Реверс. 1918.
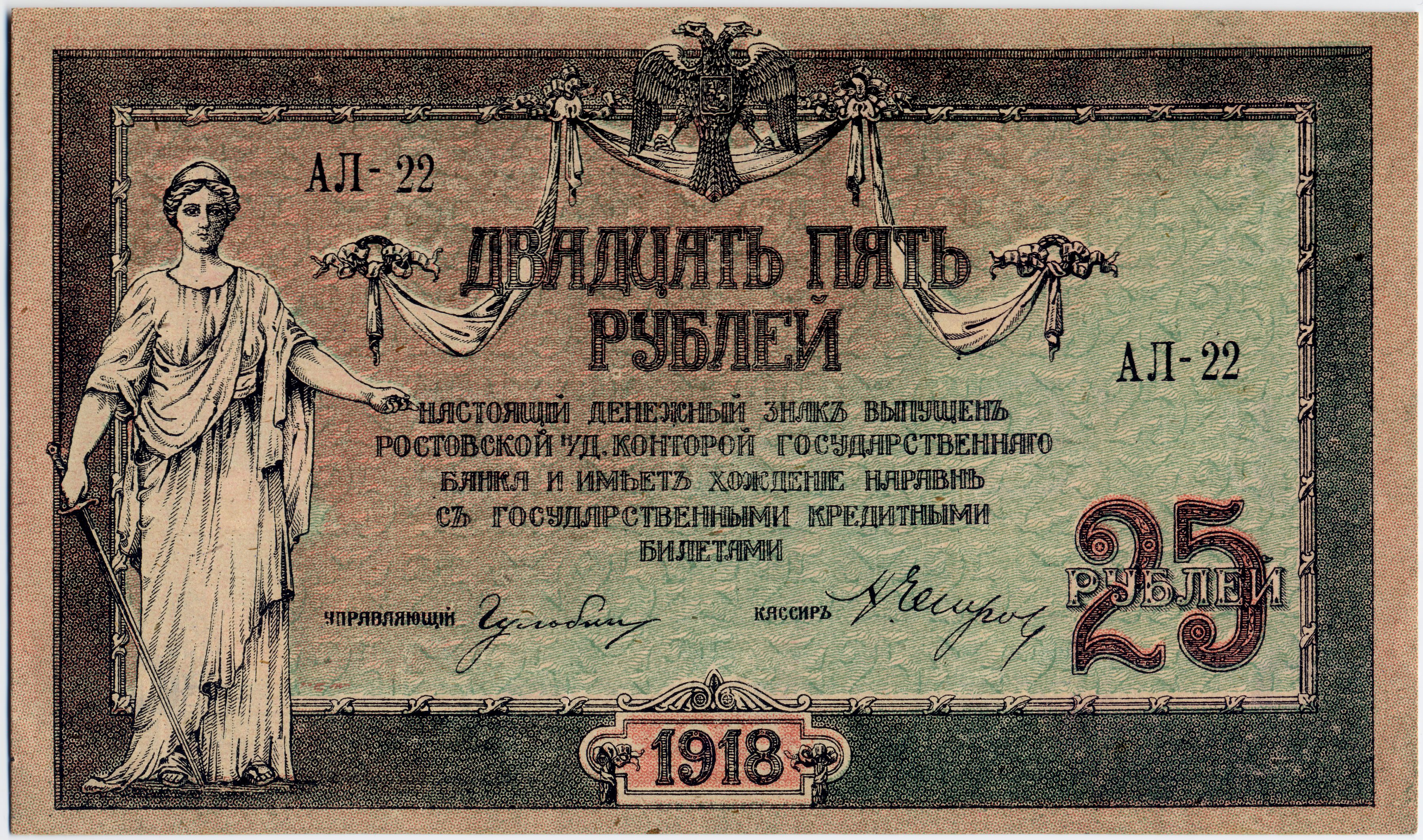
25 руб. Аверс. 1918.
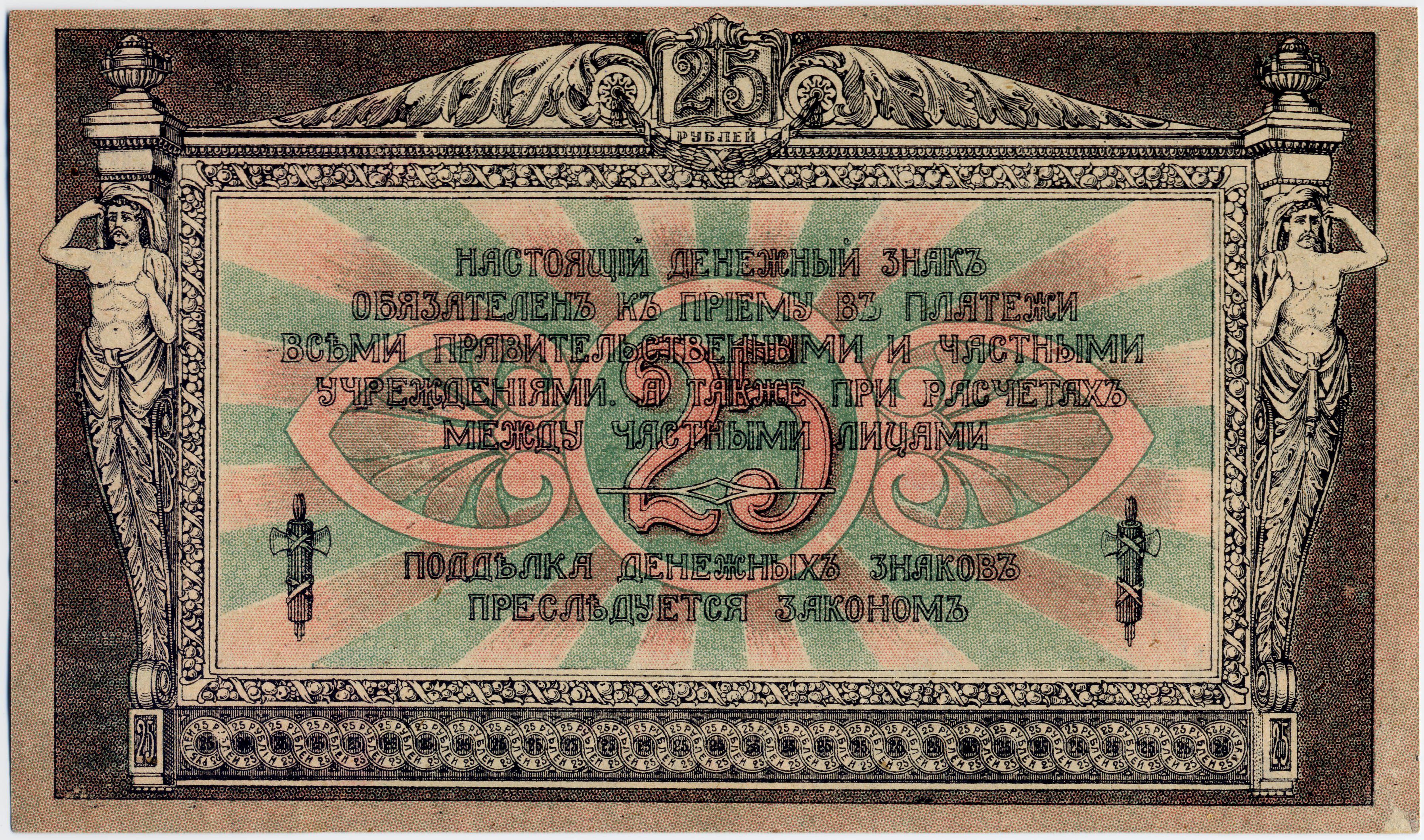
25 руб. Реверс. 1918.
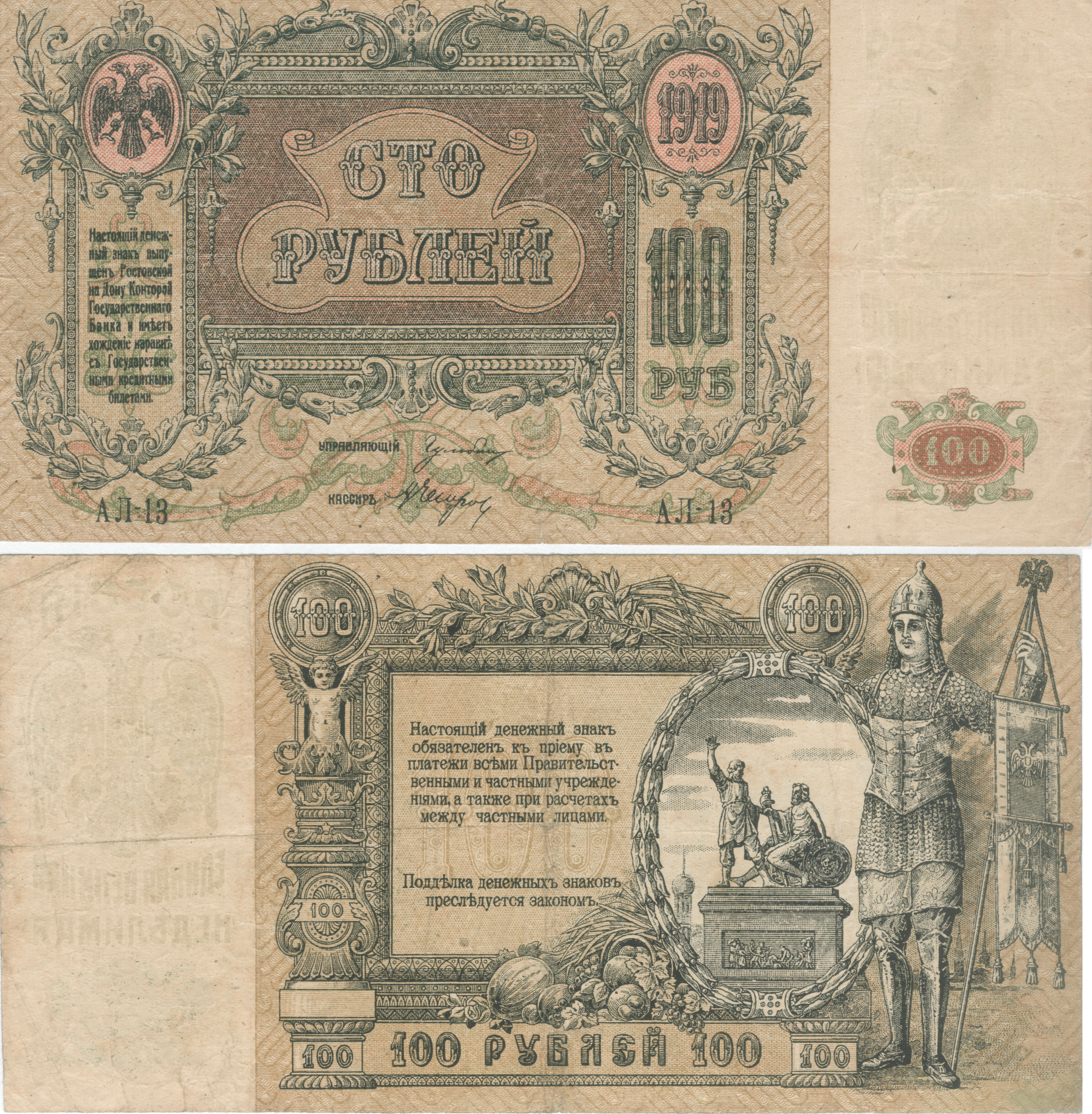
100 руб. Аверс, реверс с изображением памятника Минину и Пожарскому. 1919.
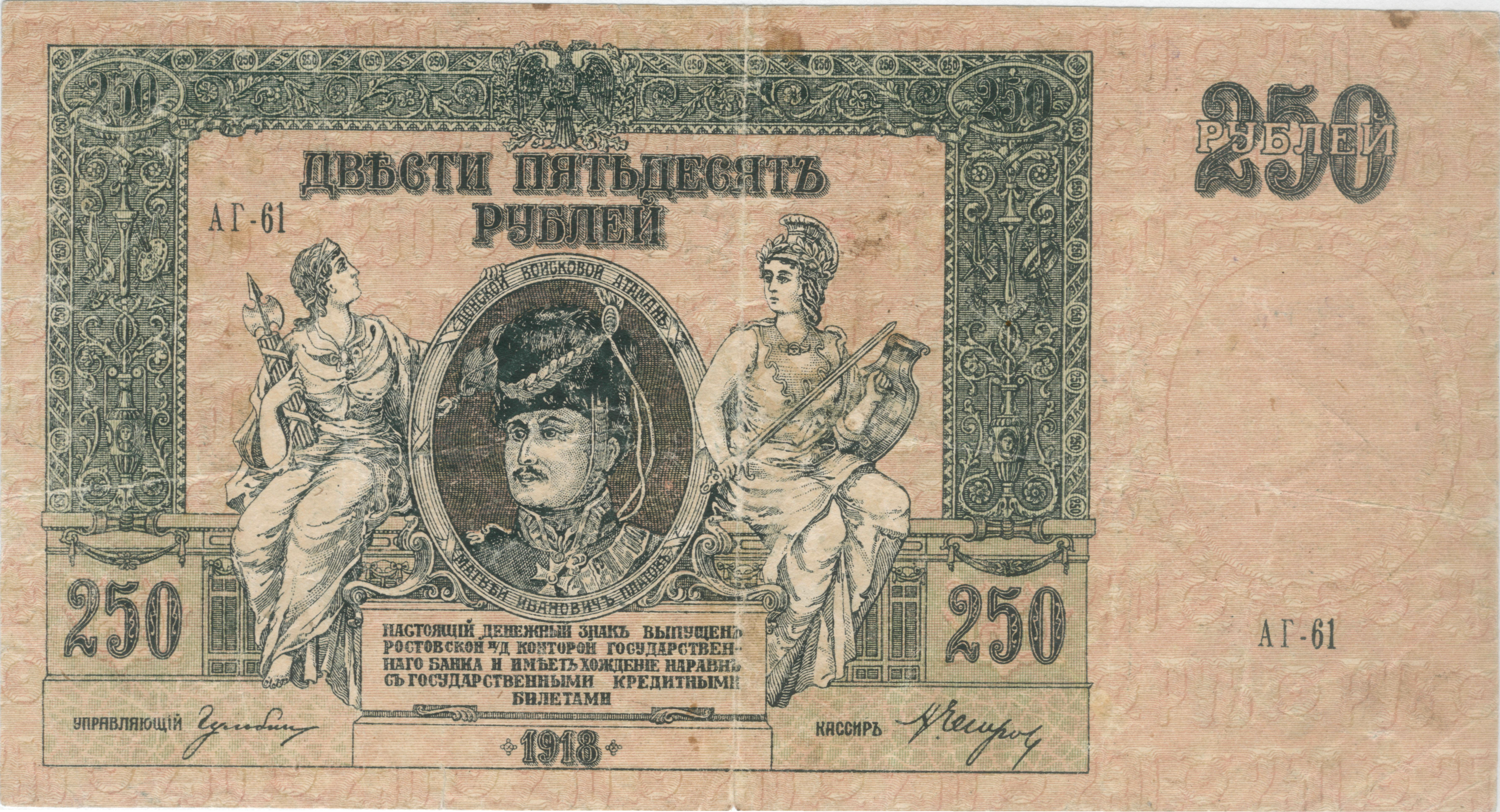
250 руб. Аверс с изображением атамана Платова. 1919.
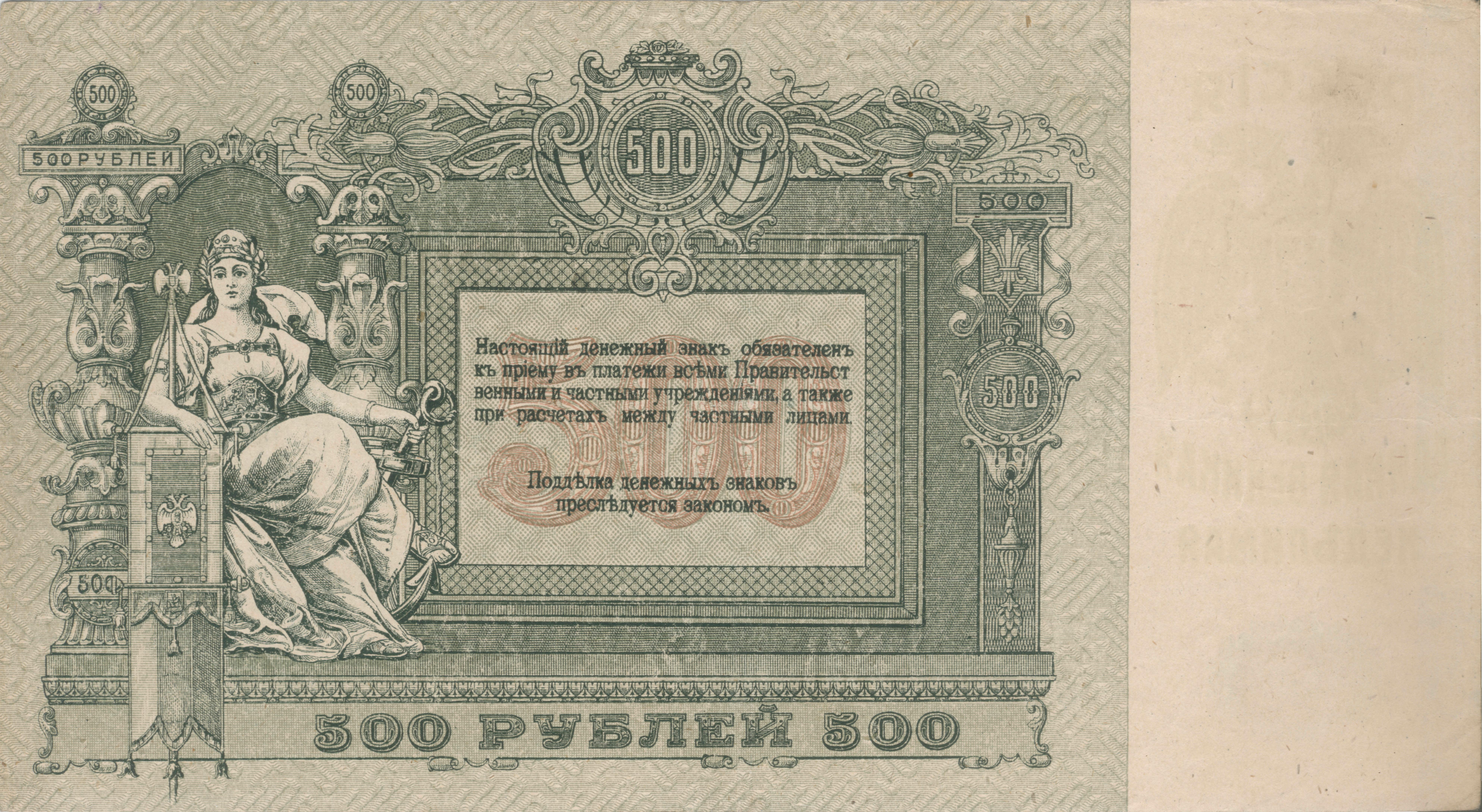
500 руб. Аверс. Изображение: Россия единая великая неделимая.  1918.
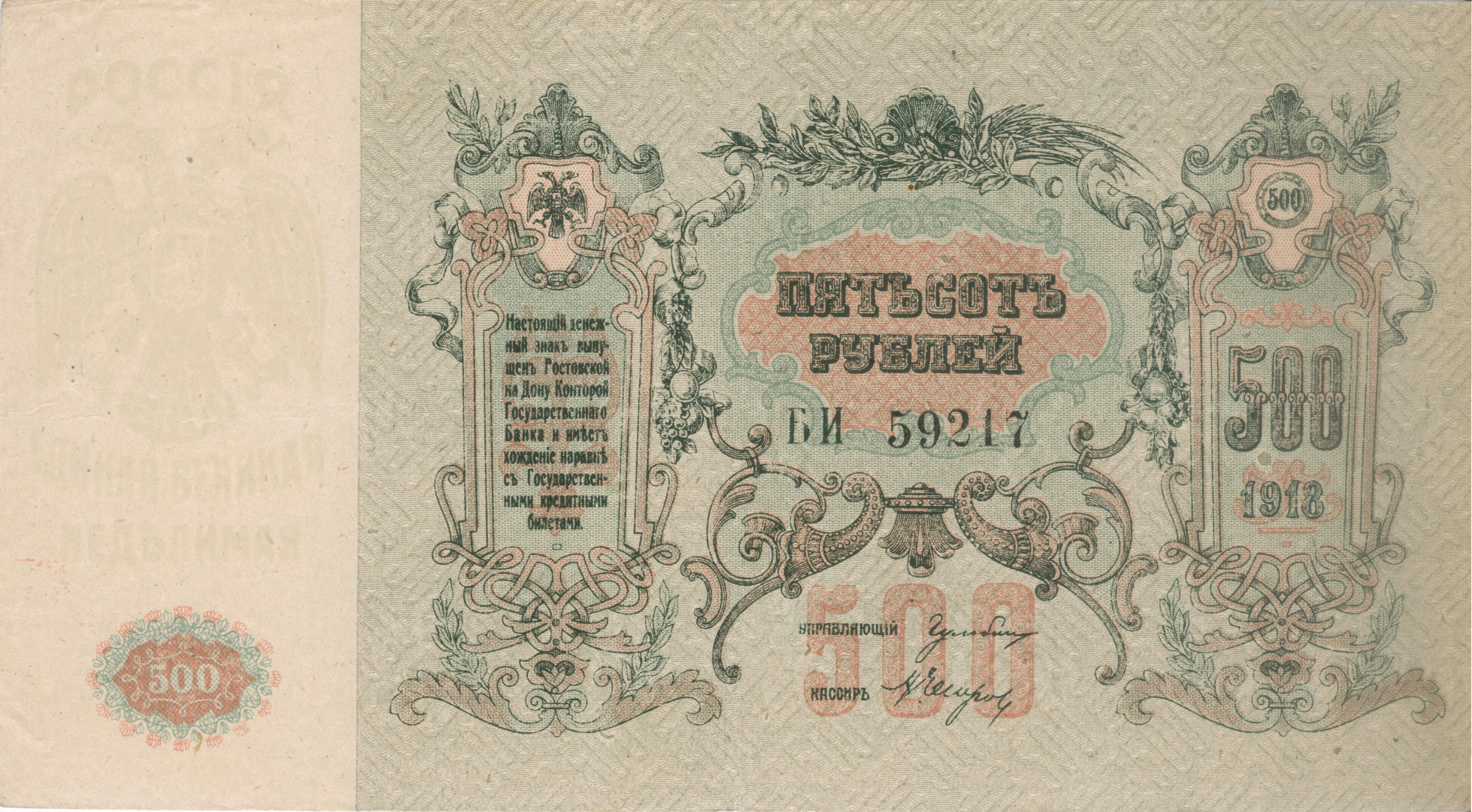
500 руб. Реверс. 1918.
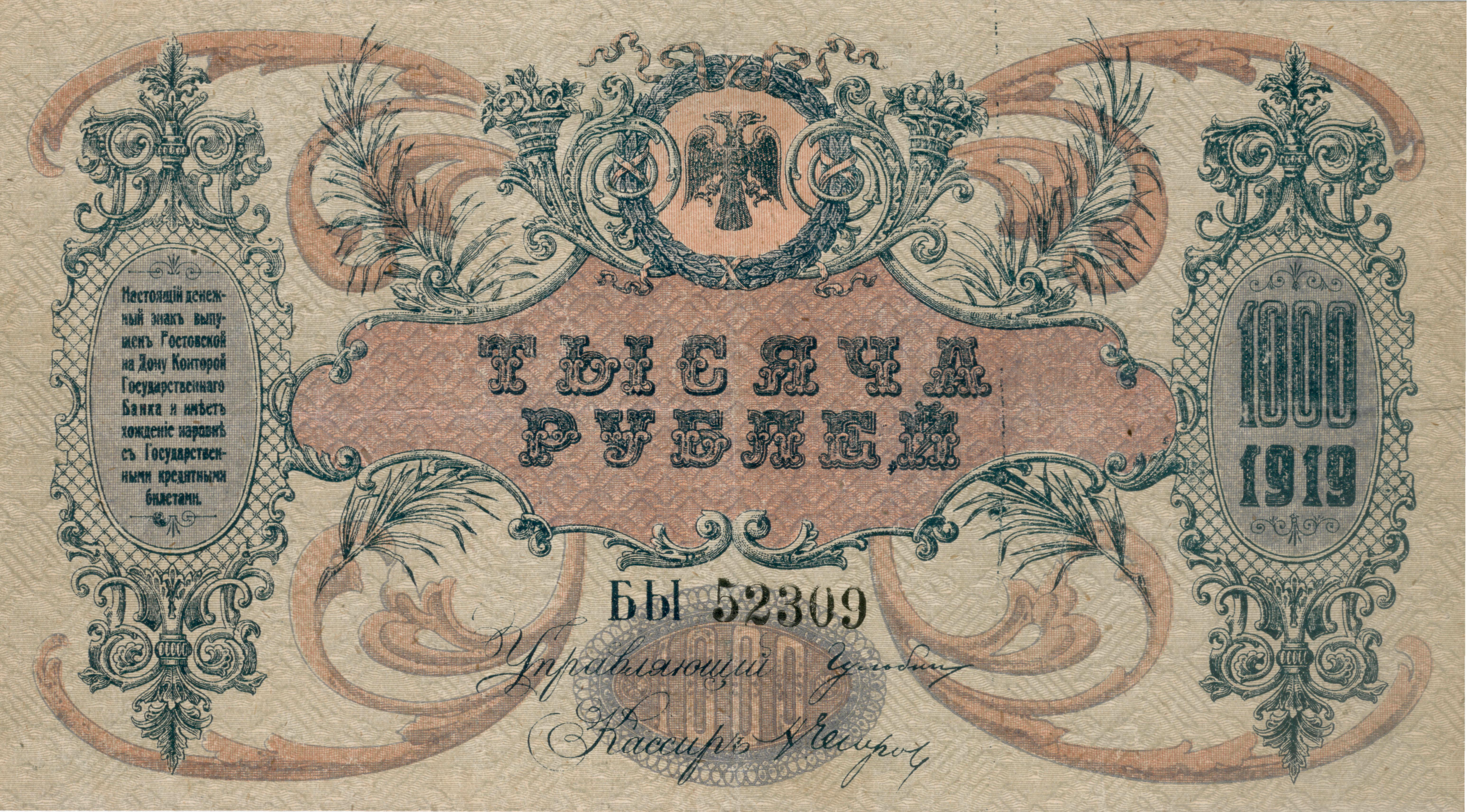
1000 руб. Аверс. 1919.
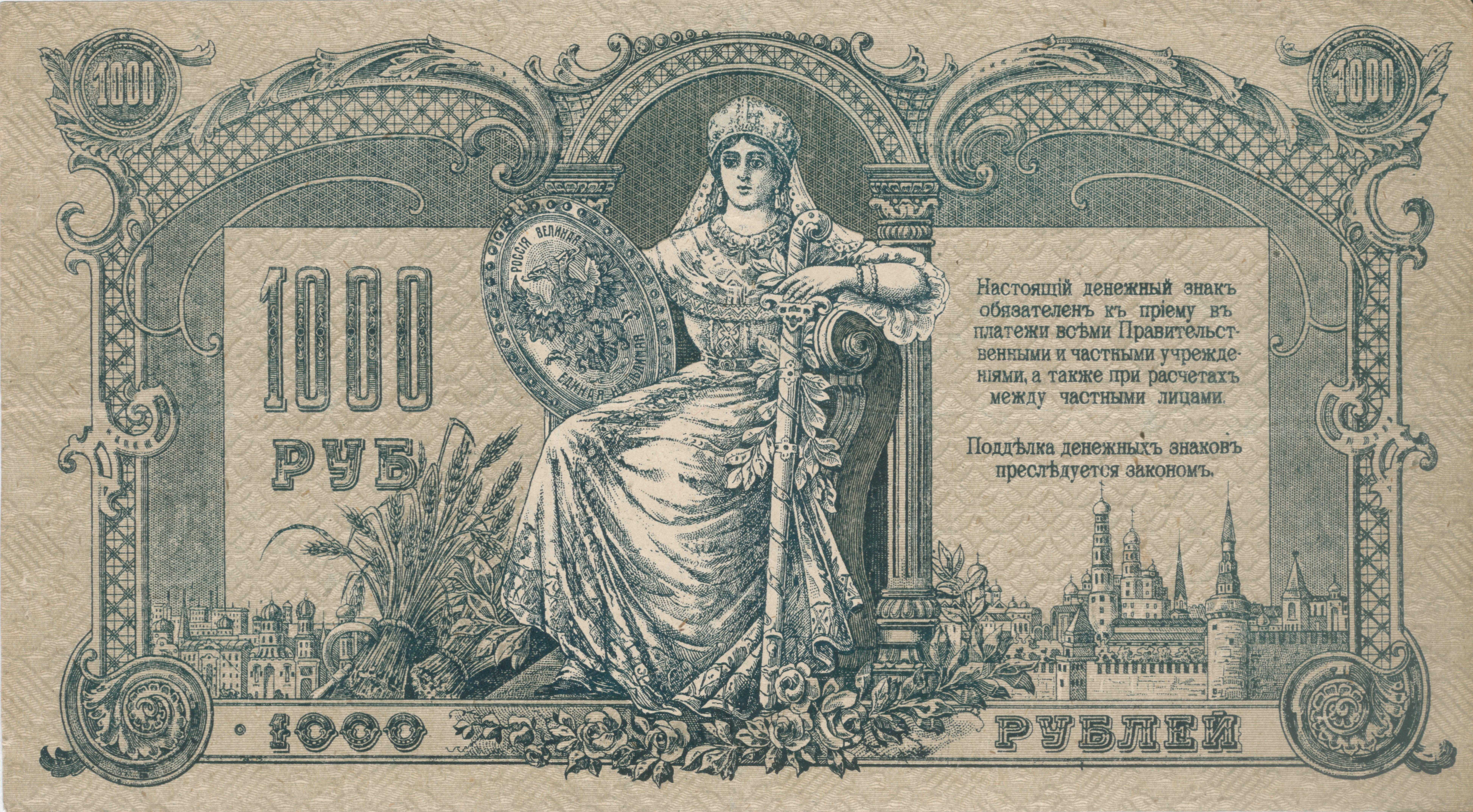
1000 руб. Реверс. 1919.
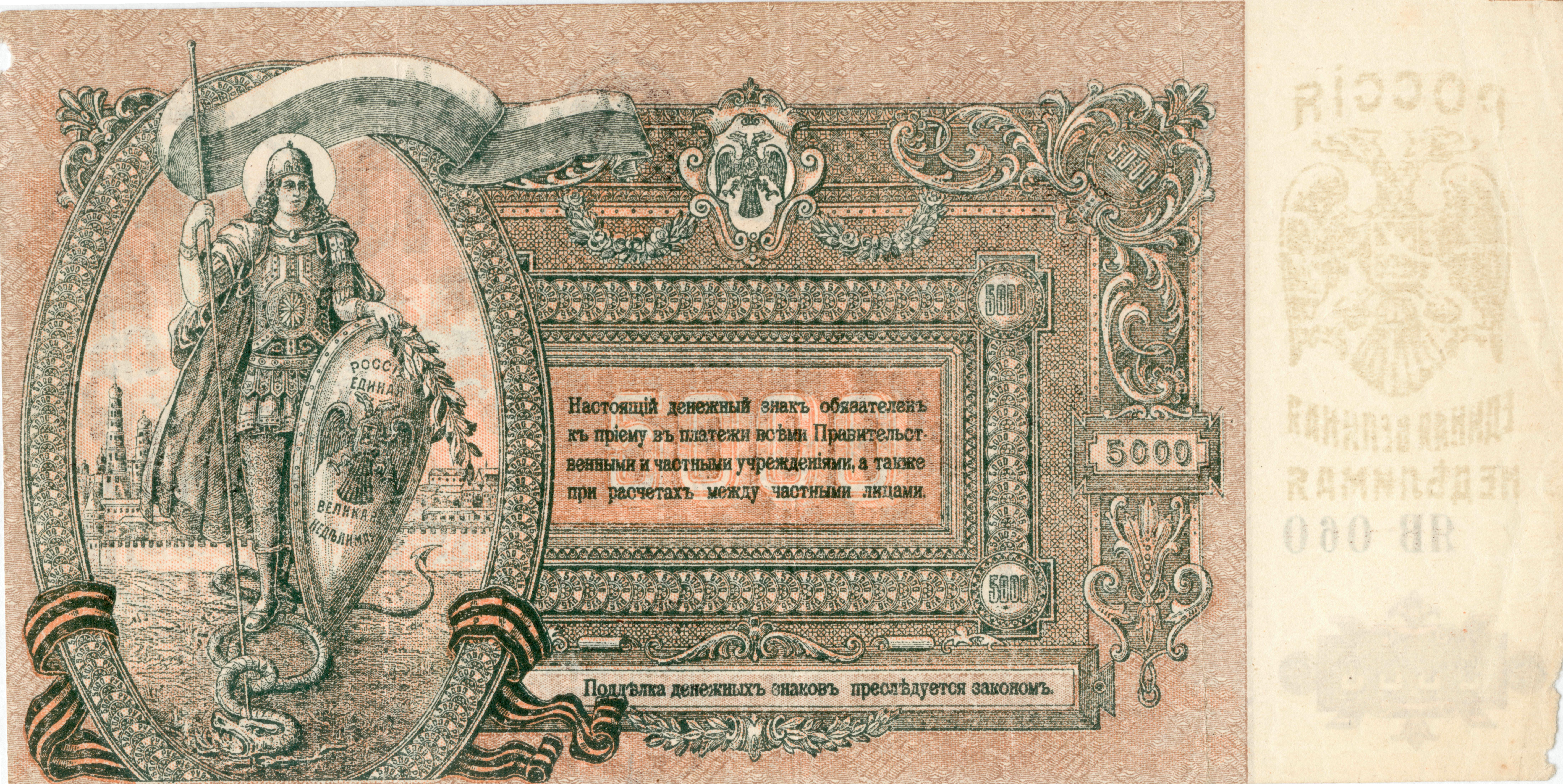
5000 руб. Аверс. 1919.
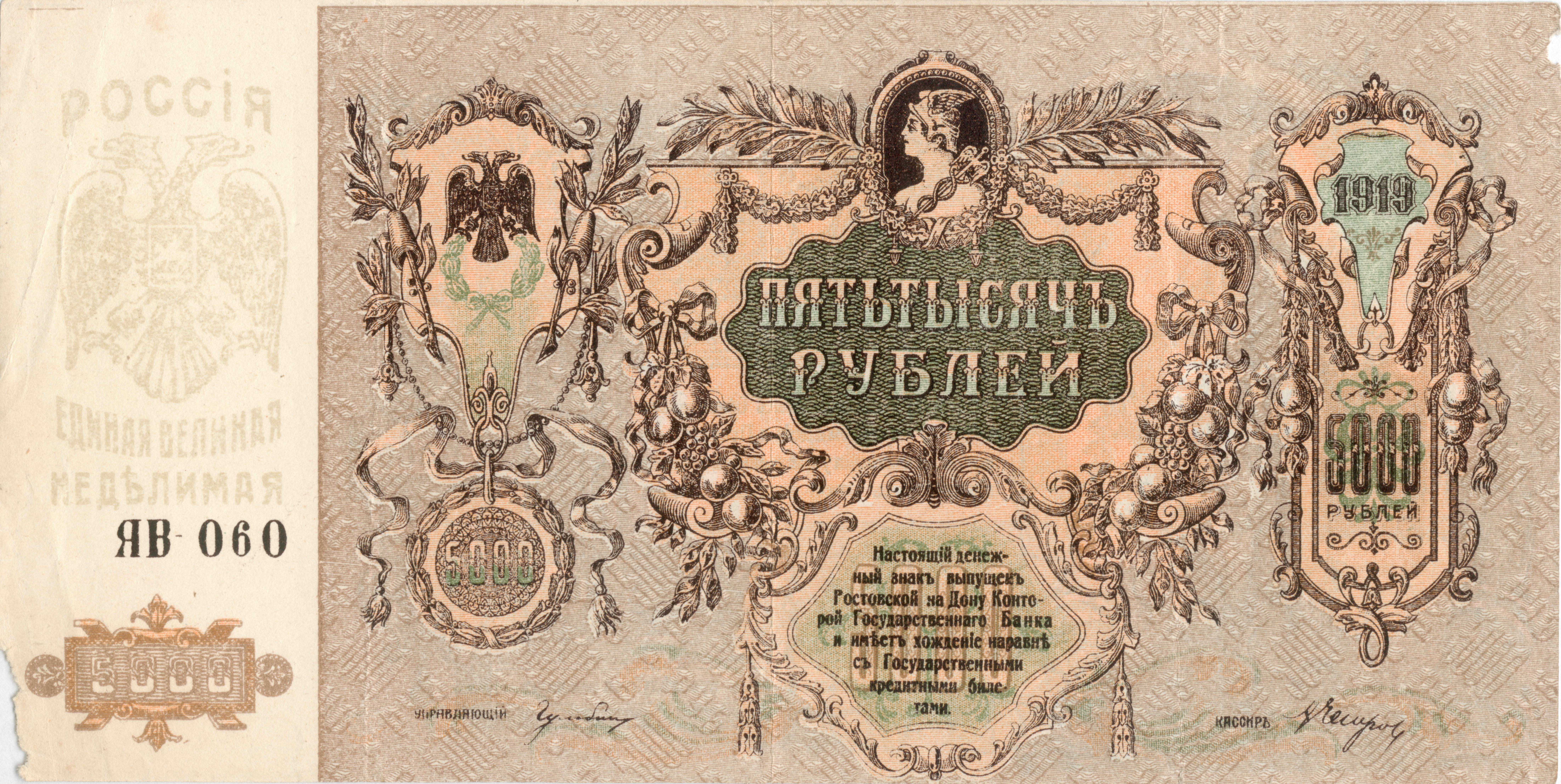
5000 руб. Реверс. Водяной знак: Россия единая великая неделимая.1919.